# Gammelmyrtjärnarna
Gammelmyrtjärnarna är två tjärnar belägna omkring 200 meter från varandra inom samma myrområde:
- Gammelmyrtjärnarna (Alanäs socken, Jämtland), sjö i Strömsunds kommun, 64°08′11″N 15°27′01″Ö / 64.1364°N 15.4503°Ö
- Gammelmyrtjärnarna (Ströms socken, Jämtland), sjö i Strömsunds kommun, 64°08′03″N 15°26′42″Ö / 64.1341°N 15.445°Ö